# Campionati europei di ciclismo su strada 2023
I Campionati europei di ciclismo su strada 2023 si sono svolti nella provincia della Drenthe, nei Paesi Bassi, dal 20 al 24 settembre 2023.

## Eventi

### Cronometro individuali
Mercoledì 20 settembre
- 09:00 Donne Junior
- 10:25 Uomini Junior
- 12:00 Donne Under-23
- 13:05 Uomini Under-23
- 14:30 Donne Elite
- 16:15 Uomini Elite

### Staffette
Giovedì 21 settembre
- 12:45 Staffetta Mista Junior
- 15:30 Staffetta Mista Elite

### Corse in linea
Venerdì 22 settembre
- 09:30 Uomini Under-23
- 14:40 Donne Under-23

Sabato 23 settembre
- 09:00 Uomini Junior
- 13:45 Donne Elite

Domenica 24 settembre
- 09:00 Donne Junior
- 12:15 Uomini Elite

## Medagliere
| Pos.   | Nazione       | Oro | Argento | Bronzo | Totale |
| ------ | ------------- | --- | ------- | ------ | ------ |
| 1      | Gran Bretagna | 2   | 2       | 0      | 4      |
| 1      | Italia        | 2   | 2       | 0      | 4      |
| 3      | Francia       | 2   | 1       | 3      | 6      |
| 3      | Belgio        | 2   | 1       | 3      | 6      |
| 5      | Danimarca     | 2   | 1       | 1      | 4      |
| 5      | Paesi Bassi   | 2   | 1       | 1      | 4      |
| 7      | Svizzera      | 1   | 1       | 1      | 3      |
| 8      | Slovenia      | 1   | 0       | 1      | 2      |
| 9      | Germania      | 0   | 2       | 2      | 4      |
| 10     | Norvegia      | 0   | 1       | 0      | 1      |
| 10     | Svezia        | 0   | 1       | 0      | 1      |
| 10     | Spagna        | 0   | 1       | 0      | 1      |
| 13     | Austria       | 0   | 0       | 1      | 1      |
| 13     | Finlandia     | 0   | 0       | 1      | 1      |
| Totale | Totale        | 14  | 14      | 14     | 42     |

## Sommario degli eventi
| Eventi                   | Oro | Tempo    | Argento                                                                                              | Tempo | Bronzo                                                                                        | Tempo   |
| Uomini Elite             | |          | |       |                                                                                               |         |
| Gara in linea dettagli   | Christophe Laporte Francia                                                                              | 4h15'50" | Wout Van Aert Belgio                                                                                 | s.t.  | Olav Kooij Paesi Bassi                                                                        | s.t.    |
| Cronometro dettagli      | Joshua Tarling Gran Bretagna                                                                            | 31'30"   | Stefan Bissegger Svizzera                                                                            | a 42" | Wout Van Aert Belgio                                                                          | a 43"   |
| Donne Elite              | |          | |       |                                                                                               |         |
| Gara in linea dettagli   | Mischa Bredewold Paesi Bassi                                                                            | 3h4'12"  | Lorena Wiebes Paesi Bassi                                                                            | a 4"  | Lotte Kopecky Belgio                                                                          | a 4"    |
| Cronometro dettagli      | Marlen Reusser Svizzera                                                                                 | 35'53"   | Anna Henderson Gran Bretagna                                                                         | a 43" | Christina Schweinberger Austria                                                               | a 44"   |
| Miste Elite              | |          | |       |                                                                                               |         |
| Staffetta mista dettagli | Francia Bruno Armirail Rémi Cavagna Benjamin Thomas Audrey Cordon-Ragot Cédrine Kerbaol Juliette Labous | 44'23"   | Italia Edoardo Affini Mattia Cattaneo Matteo Sobrero Elena Cecchini Vittoria Guazzini Soraya Paladin | a 5"  | Germania Miguel Heidemann Jannik Steimle Max Walscheid Lisa Klein Franziska Koch Mieke Kröger | a 23"   |
| Uomini Under-23          | |          | |       |                                                                                               |         |
| Gara in linea dettagli   | Henrik Pedersen Danimarca                                                                               | 3h00'12" | Iván Romeo Spagna                                                                                    | a 25" | Paul Magnier Francia                                                                          | a 37"   |
| Cronometro dettagli      | Alec Segaert Belgio                                                                                     | 22'02"   | Carl-Frederik Bévort Danimarca                                                                       | a 37" | Gustav Wang Danimarca                                                                         | a 52"   |
| Donne Under-23           | |          | |       |                                                                                               |         |
| Gara in linea dettagli   | Ilse Pluimers Paesi Bassi                                                                               | 2h46'33" | Anna Shackley Gran Bretagna                                                                          | a 1"  | Linda Zanetti Svizzera                                                                        | s.t.    |
| Cronometro dettagli      | Zoe Bäckstedt Gran Bretagna                                                                             | 24'25"   | Antonia Niedermaier Germania                                                                         | a 57" | Anniina Ahtosalo Finlandia                                                                    | a 1'33" |
| Uomini Junior            | |          | |       |                                                                                               |         |
| Gara in linea dettagli   | Anže Ravbar Slovenia                                                                                    | 2h38'50" | Matys Grisel Francia                                                                                 | a 2"  | Žak Eržen Slovenia                                                                            | s.t.    |
| Cronometro dettagli      | Albert Withen Philipsen Danimarca                                                                       | 22'48"   | Jørgen Nordhagen Norvegia                                                                            | a 46" | Sente Sentjens Belgio                                                                         | a 49"   |
| Donne Junior             | |          | |       |                                                                                               |         |
| Gara in linea dettagli   | Fleur Moors Belgio                                                                                      | 1h59'45" | Federica Venturelli Italia                                                                           | a 3"  | Léane Tabu Francia                                                                            | a 7"    |
| Cronometro dettagli      | Federica Venturelli Italia                                                                              | 26'23"   | Stina Kagevi Svezia                                                                                  | a 23" | Hannah Kunz Germania                                                                          | a 32"   |
| Miste Junior             | |          | |       |                                                                                               |         |
| Staffetta mista dettagli | Italia Andrea Bessega Luca Giaimi Andrea Montagner Eleonora La Bella Alice Toniolli Federica Venturelli | 48'14"   | Germania Moritz Bell Ian Kings Louis Leidert Pia Grünewald Hannah Kunz Joelle Amelie Messemer        | a 26" | Francia Léo Bisiaux Eliott Boulet Maxime Decomble Julie Bego Alice Bredard Léane Tabu         | a 35"   |